# 증발

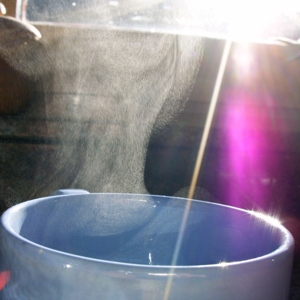
수증기가 뜨거운 차 응축물이 눈에 보이는 작은 물방울로 증발하고 있다. 기체 상태의 물은 보이지 않지만 물방울 구름은 응결을 통해 일어난 증발의 증거라고 할 수 있다.

증발(蒸發, Evaporation)은 기화하는 현상이다. 보통 유리잔 안 산소 원자의 일부는 액체를 탈출하기에 충분한 열을 가지고 있다. 공기의 물 분자 또한 유리잔으로 들어가기는 하지만 유리잔 표면의 온도가 100 °C 이하일 경우 물 분자는 대기로 가는 경향이 있다. 유리잔의 물은 증발에 의해 냉각(액화열)될 수 있다. 밀폐된 환경에서 물은 공기가 포화 증기압으로 가득 찰 때까지 증발이 가능하다.
증발은 물의 순환에 필수적인 부분이기도 하다. 태양 에너지는 바다, 호수, 토양의 수분 등을 증발하는데 관여한다. 수문학에서는 증발과 증산을 합쳐서 증발산이라고 일컫는다. 물의 증발은 표면이 노출되어 있을 때 발생하며, 증기를 형성한다. 그 후 이 증기는 상승하여 구름을 만들어낸다.
|         |          | 반응 후        |          |                 |      |
| 고체    | 액체     | 기체           | 플라스마 |                 |      |
| 반응 전 | 고체     | 고체-고체 변화 | 용융     | 승화            | —    |
| 반응 전 | 액체     | 결빙           | —        | 끓음 / 증발     | —    |
| 반응 전 | 기체     | 증착           | 응축     | —               | 전리 |
| 반응 전 | 플라스마 | —              | —        | 재결합 / 탈전리 | —    |

## 그 외의 용법
액체로 가시물로서 존재하던 것이 기체가 됨으로써 불가시한 것으로 변한다는 점에서, 사람이 갑자기 행방불명이 되어버리는(실종되는) 것을 증발이라 한다.

## 같이 보기
- 증발산